# Équations de Stefan-Maxwell
Les équations de diffusion de Stefan-Maxwell décrivent la diffusion dans un milieu multiespèce. Elles ont été établies indépendamment par James Clerk Maxwell (1866) pour les gaz peu denses et Josef Stefan (1871) pour les liquides.

## Première version des équations
Il n'est pas possible en général d'exprimer de manière explicite les flux de diffusion en fonction des gradients de concentration. La relation entre ces quantités, pour un milieu en régime stationnaire, est donnée par le système linéaire
{\displaystyle \sum _{j\neq i}{\frac {x_{i}x_{j}}{\rho {\mathcal {D}}_{ij}}}\left({\frac {\mathbf {J} _{j}}{c_{j}}}-{\frac {\mathbf {J} _{i}}{c_{i}}}\right)=x_{i}{\frac {\nabla \mu _{i}}{RT}}=\nabla x_{i},~~\forall i,j=1,N}
où
- {\displaystyle \mathbf {J} _{i}=\rho _{i}\mathbf {V} _{D_{i}}} est le flux massique de diffusion pour l'espèce i (kg m−2 s−1),
- {\displaystyle \mathbf {V} _{D_{i}}} est la vitesse de diffusion de l'espèce i (m s−1),
- {\displaystyle x_{i}} la fraction molaire de l'espèce i (mol_i mol_tot−1) ou volumique,
- {\displaystyle c_{i}} la fraction massique de l'espèce i (kg_i kg_tot−1),
- {\displaystyle {\mathcal {D}}_{ij}} le coefficient de diffusion binaire de l'espèce i dans l'espèce j (m2 s−1), quantité strictement positive,
- {\displaystyle \rho =\sum _{i}\rho _{i}} la masse volumique totale (kg m−3),
- {\displaystyle \rho _{i}=n_{i}m_{i}} où {\displaystyle n_{i}} est la densité volumique de particules et {\displaystyle m_{i}} leur masse,
- {\displaystyle \mu _{i}} le potentiel chimique de l'espèce i (J mol−1),
- {\displaystyle R} la constante universelle des gaz (J mol−1 K−1 ),
- {\displaystyle T} la température (K ),
- {\displaystyle N} est le nombre d'espèces présentes dans le milieu.

Ce système est d'ordre {\displaystyle N} mais de rang {\displaystyle N-1} puisque par définition de la notion de diffusion
{\displaystyle \sum _{i}\mathbf {J} _{i}=0}
Dans le cas d'un système binaire ce système se résout immédiatement et conduit à la première loi de Fick
{\displaystyle J_{1}=-\rho {\mathcal {D}}_{12}\nabla c_{1}}
{\displaystyle J_{2}=-\rho {\mathcal {D}}_{21}\nabla c_{2}=-J_{1}}
Ceci implique que
{\displaystyle {\mathcal {D}}_{12}={\mathcal {D}}_{21}}
Cette symétrie est naturelle lorsqu'on regarde l'interaction ij au niveau microscopique.
On peut résoudre formellement le système linéaire :
{\displaystyle \mathbf {J} _{i}=-{\frac {\rho }{{\bar {M}}^{2}}}\sum _{j\neq i}M_{i}M_{j}D_{ij}\nabla x_{j}}
où
- {\displaystyle M} est la masse molaire,
- {\displaystyle {\bar {M}}=\sum _{i}x_{i}M_{i}} est la masse molaire moyenne.

On obtient une expression multilinéaire explicite où les coefficients de diffusion multicomposants {\displaystyle D_{ij}} sont à calculer par inversion du système. Dans un calcul de mécanique des fluides cette résolution peut être pénalisante et on utilise diverses approximations permettent d'écrire le système plus simplement :
{\displaystyle \mathbf {J} _{i}\simeq -\rho _{i}D_{i}\nabla c_{i}}
où {\displaystyle D_{i}={\frac {1-w_{i}}{\sum _{k\neq i}{\frac {w_{k}}{{\mathcal {D}}_{ik}}}}}}
{\displaystyle w_{i}} est une pondération que l'on peut prendre égale à {\displaystyle x_{i}} ou {\displaystyle c_{i}}.

## Généralisation dans le cas des gaz

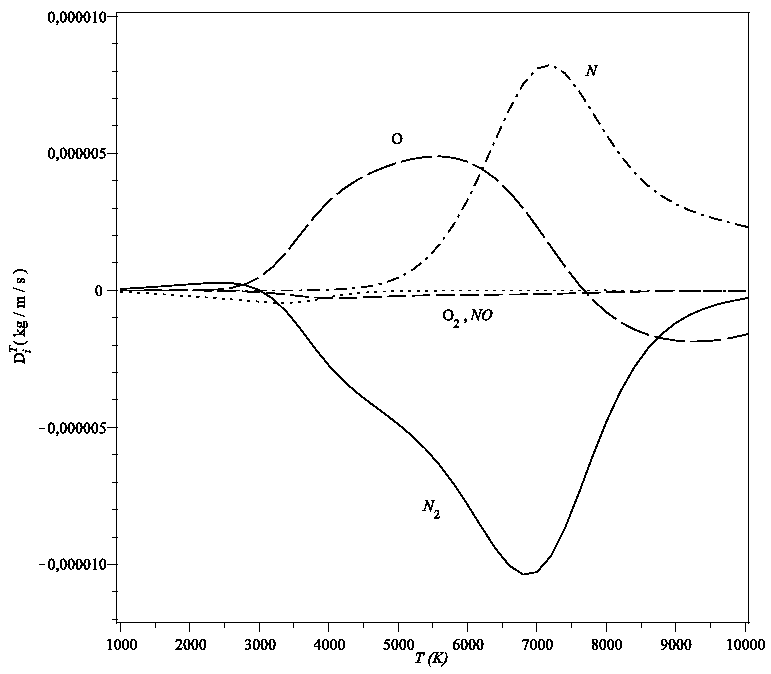
Coefficients de diffusion thermique pour l'air à pression normale.

La méthode de Chapman-Enskog permet de généraliser ce système pour un gaz avec la prise en compte des gradients de pression et de température
{\displaystyle \sum _{j\neq i}{\frac {x_{i}x_{j}}{\rho {\mathcal {D}}_{ij}}}\left({\frac {\mathbf {J} _{j}}{c_{j}}}-{\frac {\mathbf {J} _{i}}{c_{i}}}\right)=\nabla x_{i}+(x_{i}-c_{i})\nabla \ln p+k_{i}^{T}\nabla \ln T}
où 
- {\displaystyle p} est la pression (unité SI :Pa),
- {\displaystyle T} est la température (unité SI :K),
- {\displaystyle k_{i}^{T}} est coefficient de diffusion thermique multicomposant (sans dimension).

La diffusion par gradient thermique constitue l'effet Soret.
On trouve parfois cette expression écrite sous une forme équivalente
{\displaystyle \sum _{k\neq i}{\frac {x_{i}x_{k}}{\rho {\mathcal {D}}_{ik}}}\left({\frac {\mathbf {J} _{k}+{\mathcal {D}}_{k}^{T}\nabla (\ln T)}{c_{k}}}-{\frac {\mathbf {J} _{i}+{\mathcal {D}}_{i}^{T}\nabla (\ln T)}{c_{i}}}\right)=\nabla x_{i}+(x_{i}-c_{i})\nabla (\ln p)}
où {\displaystyle {\mathcal {D}}_{i}^{T}} est nommé coefficient de diffusion thermique (unité SI kg m−1 s−1 : ce n'est pas un coefficient de diffusion).
La relation entre ces deux systèmes d'équations se fait par la relation
{\displaystyle k_{i}^{T}=\sum _{j\neq i}{\frac {x_{i}x_{j}}{\rho {\mathcal {D}}_{ij}}}\left({\frac {{\mathcal {D}}_{j}^{T}}{c_{j}}}-{\frac {{\mathcal {D}}_{i}^{T}}{c_{i}}}\right)}
Le rang du système étant N-1 on a :
| {\displaystyle \sum _{i}{\mathcal {D}}_{i}^{T}=0} |  | {\displaystyle \sum _{i}k_{i}^{T}=0} |
Pour un milieu binaire l'équation de Stefan-Maxwell s'écrit :
{\displaystyle \mathbf {J} _{2}-\mathbf {J} _{1}={\frac {\rho {\mathcal {D}}_{12}}{x_{1}x_{2}}}\left(\nabla x_{1}+k_{1}^{T}\nabla \ln T\right)}
La solution est :
{\displaystyle \mathbf {J} _{1}=-\mathbf {J} _{2}=-{\frac {\rho {\mathcal {D}}_{12}}{2x_{1}x_{2}}}\left(\nabla x_{1}+k_{1}^{T}\nabla \ln T\right)}
À l'équilibre (pas de diffusion), il peut exister un gradient de concentration lié au gradient de température :
{\displaystyle \nabla x_{2}=-\nabla x_{1}=k_{1}^{T}\nabla \ln T}
Pour les gaz les coefficients de diffusion binaires varient approximativement comme {\displaystyle {\frac {T^{\frac {3}{2}}}{p}}}. {\displaystyle {\mathcal {D}}_{i}^{T}} et {\displaystyle k_{i}^{T}} ont un signe quelconque et une variation en température assez erratique comme indiqué par les courbes jointes.

## Extension à un milieu chargé
Le système décrivant la diffusion peut être étendu au cas d'un gaz contenant en faible quantité des particules portant une charge électrique :
{\displaystyle \sum _{j\neq i}{\frac {x_{i}x_{j}}{\rho {\mathcal {D}}_{ij}}}\left({\frac {\mathbf {J} _{j}}{c_{j}}}-{\frac {\mathbf {J} _{i}}{c_{i}}}\right)=\nabla x_{i}+(x_{i}-c_{i})\nabla \log p+k_{i}^{T}\nabla \log T-{\frac {1}{p}}\left(Q_{i}-c_{i}Q\right)\mathbf {E} }
où 
- {\displaystyle Q_{i}=n_{i}Z_{i}q_{e}} est la densité de charge pour l'espèce i,
- {\displaystyle Z_{i}} le nombre de charges de la particule i, {\displaystyle Z_{i}=-1} pour l'électron,
- {\displaystyle q_{e}} la charge de l'électron,
- {\displaystyle Q=\sum _{i}x_{i}Q_{i}} la densité de charge totale,
- {\displaystyle \mathbf {E} } le champ électrique.

La simplification de cette expression dans un milieu quasineutre conduit à l'approximation de la diffusion ambipolaire.